# Miquel Ataliota
Miquel Ataliota (grec medieval: Μιχαήλ Ἀτταλειάτης, Mikhaïl Ataliatis; llatí: Michael Attaliota o Michael Attaliates) (c.1022-1080) fou un jutge i procònsol sota Miquel VII Ducas (1071-1078). Va ser el fundador d'una casa de beneficència i va ser l'autor de llibres de lleis (Ponema Nomikon) i un d'història, publicat amb el títol Michaelis Attaliotae historia.

## Biografia

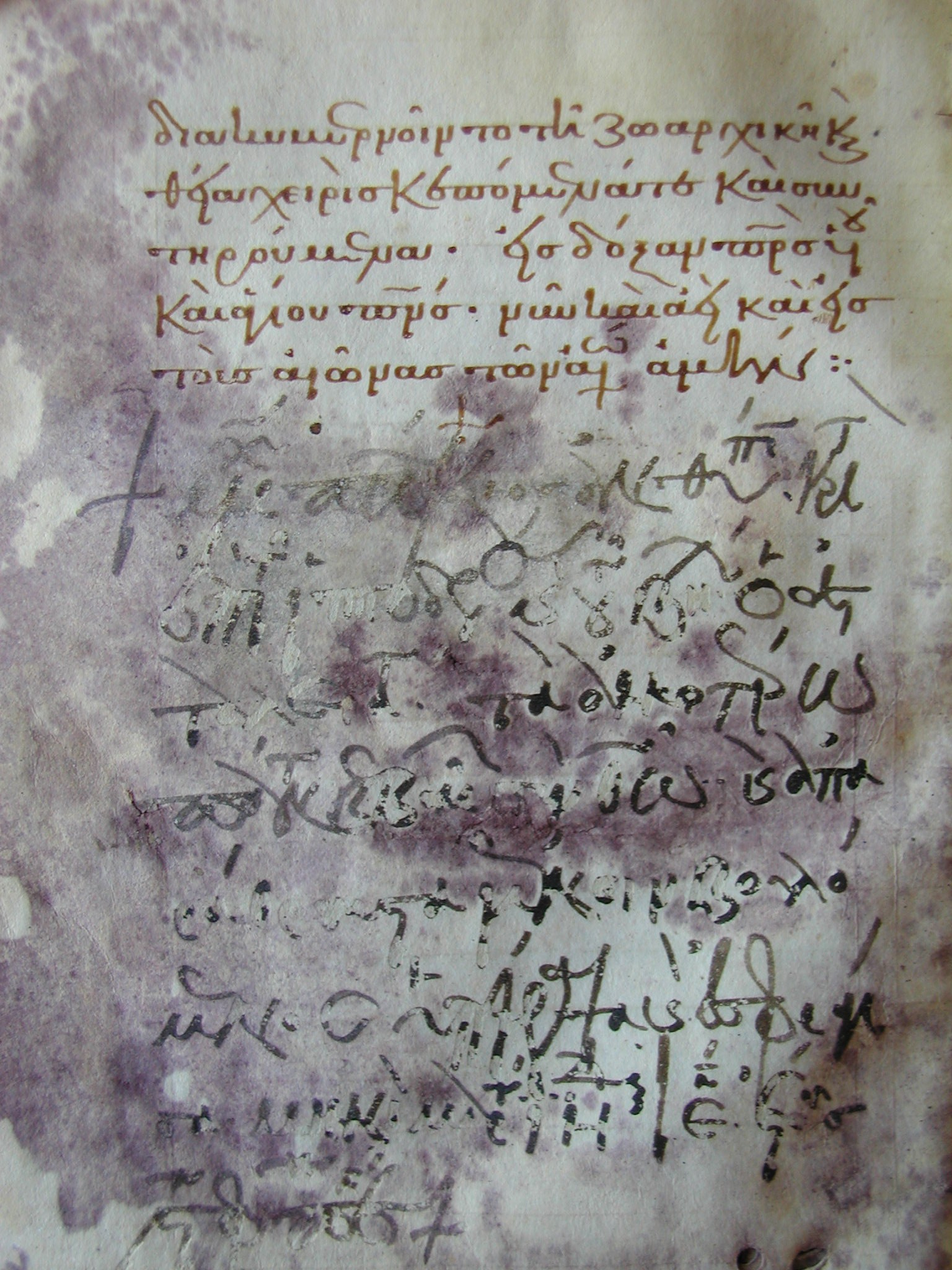
Signatura de Miquel Attaliata en el manuscrit del Diataxis.

Miquel Ataliota era probablement nadiu d'Adalia (l'actual Antalya, de Turquia) i es va traslladar a Constantinoble en una data entre el 1030 i el 1040 per cursar estudis de dret. Al llarg d'anys treballant com a jutge al servei de l'imperi, va aconseguir aplegar una petita fortuna. La seva posició destacada com a jutge, li va possibilitar conèixer alguns emperadors, els quals el van recompensar amb tractaments de dignitat: patrici i antípat.
Ataliota es va casar dues vegades i va tenir un fill anomenat Teodor, que va morir el 1085, cinc anys després del pare. Les tombes de tots dos, juntament amb les de les dues esposes que va tenir, Eirene i Sofia, estan a l'església de Sant Jordi dels Xiprers, situada al sector sud-oest de la ciutat de Constantinoble, a prop del monestir de Crist Misericordiosíssim, del qual eren patrons i benefactors. Actualment l'església encara existeix, anomenada Samatya Aya Yorgi Rum Ortodoks Kilisesi, però després d'haver passat per dos incendis i diverses reconstruccions, ja no s'assembla a la que va ser en època d'Ataliota.

## Obres escrites
Ponema Nomikon
El 1072 Ataliota, per encàrrec de Miquel VII Ducas va escriure una compilació de lleis, anomenada Ponema Nomikon, per fer-ho es va basar en una col·lecció de lleis del segle ix, escrita en època de l'emperador Lleó VI, la Basilika. Constava de 95 títols, el títol complet era: ποίημα νομικὁν ἤτοι πραγματική, publicat després en llatí amb el títol Opus de jure.
Diataxis
A més va elaborar una ordenança per al monestir que havia fundat a mitjans dels anys 1970 i que funcionava com casa d'auxili per a pobres. Aquesta ordenança, anomenada Diataxis, és de gran valor per l'estudi social, econòmic, cultural i religiós d'aquell període històric a Constantinoble. També és d'importància per conèixer detalls de la vida de l'autor, ja que inclou un catàleg dels llibres que hi havia a la biblioteca del monestir i ofereix detalls sobre la capacitat econòmica del fundador a la capital i a Tràcia. A la Diataxis consta que Ataliota tenia nombroses propietats (terres de conreu i finques urbanes) a Constantinoble, a Rodostó (l'actual Tekirdağ) i a Selímbria (Silivri).
Història
Cap al 1080 ja havia acabat un llibre titulat Història, que narrava la història política i militar de l'Imperi Romà d'Orient en el període del 1034 al 1079. Aquesta obra acaba amb una llarga lloança a Nicèfor III Botaniates, al qui va dedicada. Això va fer pensar que Ataliota va ser un autèntic admirador d'aquest emperador que altres han considerat com a incompetent, però una lectura més acurada suggereix que les paraules escrites podrien no ser sinceres i, amaguen una possible parcialitat cap al jove militar i futur emperador Aleix I Comnè. Ataliota probablement va morir poc després del 1080, poc abans de l'era dels emperadors de la família dels Comnens, per tant no va tenir oportunitat de canviar la dedicatòria del seu llibre.
Des del començament del llibre, l'autor posa de manifest que no es limitarà a narrar els fets històrics sinó que també els analitzarà pel tal de buscar les causes. És per això que al llarg del text es troben nombroses comparacions amb els moments de glòria de l'antic Imperi Romà en les quals l'Imperi Romà d'Orient queda en una posició inferior, no per demostrar els coneixements de l'autor sinó per demostrar que els problemes que s'estaven vivint al seu temps podien trobar una solució. Alguns acadèmics creuen que la vertadera intenció d'Ataliota, més que la d'escriure una crònica, era la servir de consell o advertiment denunciant les errades que havia observat amb relació a les decisions de govern i a l'estratègia militar.
En el llibre, a més de fets polítics, relata esdeveniments de tipus natural com ara terratrèmols o llampadisses, però tenint en compte que escriu dins d'un context de creients de la fe cristiana, no oblida afegir en l'explicació d'aquesta mena de successos la possibilitat d'una voluntat divina en el rerefons. Però en general, les vegades que esmenta Déu en el seu llibre són d'una forma vaga, que evoca més la clàssica noció de fortuna o destí (tyche) més que l'autèntic concepte de déu cristià. En aquest sentit, Ataliota segueix la línia de Miquel Psel·los, l'escriptor i filòsof que va influir a la cort.